# Troy Kennedy-Martin
Troy Kennedy-Martin (15 februari 1932 - Ditchling, 15 september 2009) was een Brits film- en tv-scenarioschrijver.
Kennedy-Martin was van Schotse afkomst. Zijn best bekende werk voor de film was het scenario voor de originele versie van The Italian Job uit 1969. Voor televisie was hij medebedenker van de langlopende BBC-politiereeks Z-Cars en was hij mede-auteur van de gewaardeerde dramareeks Edge of Darkness. Hij was de broer van scenarioschrijver Ian Kennedy Martin.

## Filmografie

### Film
- The Italian Job (1969)
- Kelly's Heroes (1970)
- The Jerusalem File (1972)
- Sweeney II (1978)
- Red Heat (1988)
- Red Dust (2004)
- Ferrari (2023)

### Televisie
- Storyboard (1961)
- Z-Cars (1962-78)
- Redcap (1965-66)
- The Sweeney (1975-78)
- Reilly: Ace of Spies (1983)
- Edge of Darkness (1985)